# Anio Vetus
Der Anio Vetus (benannt nach dem Fluss Aniene, lat. Anio) war eine römische Wasserleitung (Aquädukt) zur Versorgung des antiken Roms.

## Geschichte

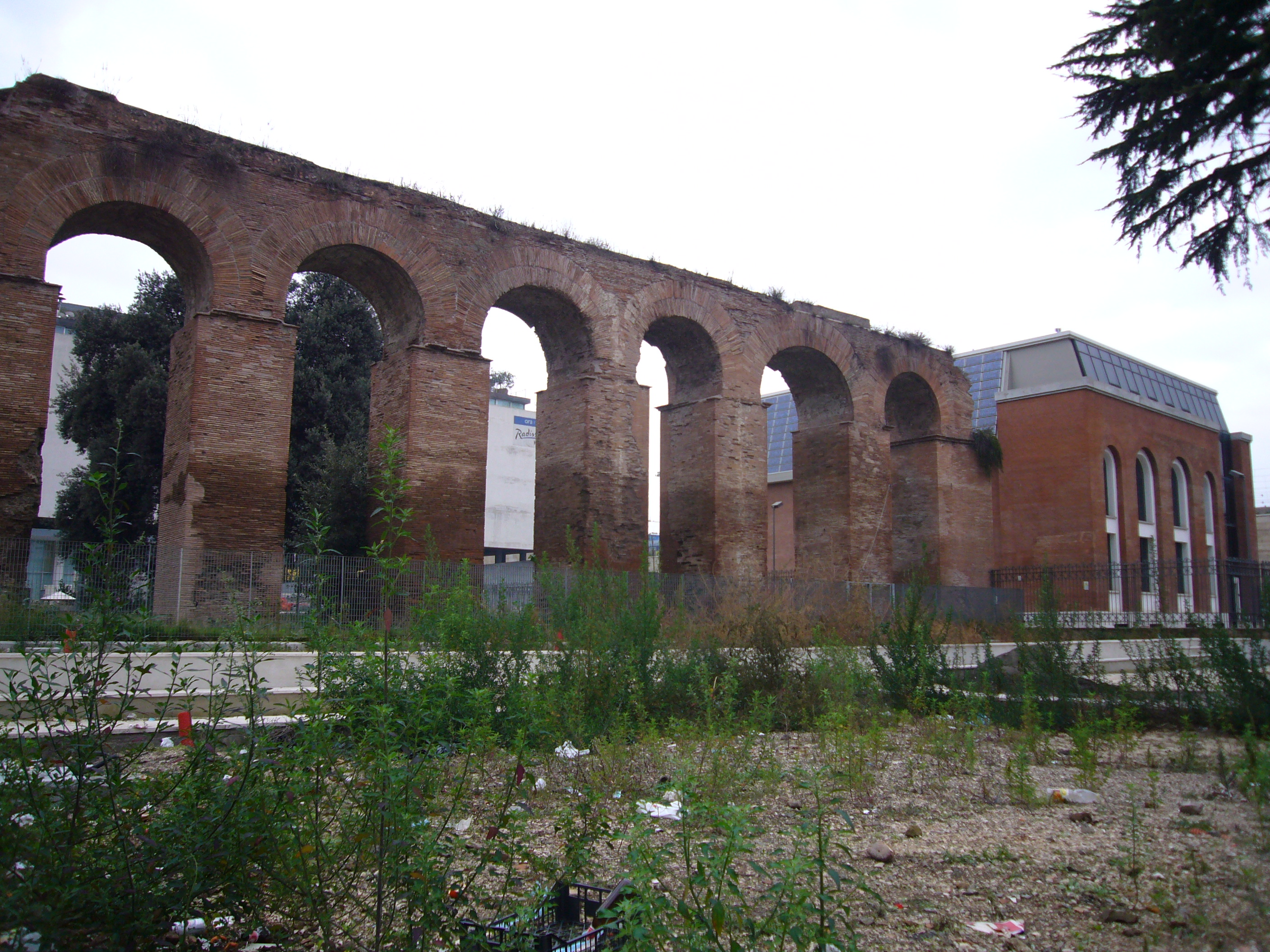
Anio Vetus auf dem Esquilin

Der Anio Vetus war die zweite Wasserleitung in Rom. Ihre Konstruktion begann 272 v. Chr. und endete 269 v. Chr. Die Censoren Manius Curius Dentatus und Lucius Papirius Praetextatus ordneten den Bau an, der aus der Beute des Sieges gegen Pyrrhus finanziert wurde. Nach dem Tod der beiden Censoren wurde die Wasserleitung von Marcus Fulvius Flaccus vollendet.
Den Namen Anio Vetus (lateinisch vetus „alt“) erhielt die Wasserleitung beim Bau des Anio Novus (novus „neu“) im Jahre 38 n. Chr.

## Wasserführung
Für die Wasserversorgung wurde Wasser aus dem Fluss Anio bei Vicovaro entnommen. Die rund 64 km lange Wasserleitung verlief aus strategischen Gründen größtenteils unterirdisch, längs des Flusses bis Tibur, dann entlang der Via Prenestina bis Gabii, und erreichte entlang der Via Latina und der Via Labicana in der Nähe der Porta Maggiore die Stadt.
Innerhalb dieser wurde sie als Aquädukt über den Esquilin geführt und endete zwischen der Porta Esquilina und dem Viminal in der Nähe des heutigen Bahnhofs Termini. 
Anderthalb Kilometer vor der Porta Maggiore hatte die Leitung eine Abzweigung, den specus Octavianus, die in Richtung der Porta Latina führte und darüber hinaus dorthin, wo später die Thermen des Caracalla errichtet wurden.
Mehrere Male musste die Wasserleitung repariert werden. Dies geschah insbesondere unter Quintus Marcius Rex im 2. Jahrhundert v. Chr., dann unter Marcus Vipsanius Agrippa im Jahr 33 v. Chr. und unter Kaiser Augustus in den Jahren 11 bis 4 v. Chr.
Nach dem Bau des Anio Novus und den Reformen des Oberaufsehers über die Aquädukte Sextus Iulius Frontinus, die die Qualität des Wassers steigerten, wurde das Wasser des Anio Vetus größtenteils zum Gießen der Gärten verwendet.